# María Amaya Fajardo
María Amaya Fajardo (Granada, 1903 - ibídem, 1961), más conocida como La Gazpacha, nació en una familia de artistas y por ello dedicó su vida al cante. Gracias al famoso Concurso de Cante Jondo celebrado en Granada en el año 1922 adoptó su nombre artístico María La Gazpacha. Fue una gran saetera según el periodista y escritor español Eduardo Molina Fajardo.

## Biografía
María la Gazpacha nació en Granada, famosa ciudad debido al arte del cante flamenco. Fue hija del guitarrista Fernando Amaya y sus hermanos Josefa, Paca y Miguel Amaya eran todos bailaores. En el Concurso de Cante Jondo celebrado en su tierra natal en el año 1922 cantó por bulerías y tarantas obteniendo un premio y siendo acompañada por Pepe Cuellar. La Gazpacha era muy devota de la Semana Santa de Granada, por ello le cantó emocionada varias veces como rezo a Jesús del Calvario. Actuó en tablao especialmente en el café cantante malagueño Café de Chinitas al que asistieron los Reyes de España. Además también participó en la película 'María de la O' junto con la famosa bailaora Carmen Amaya. En la actualidad un flamencólogo e investigador granadino está ultimando su biografía.

## Trayectoria

### Sus inicios
Su carrera profesional tuvo un gran auge gracias al Concurso de Cante Jondo celebrado en Granada los días 13 y 14 de junio de 1922. En este concurso solo podían participar personas no profesionales. Entre el jurado y los organizadores se encontraban famosos cantaores como, por ejemplo, Antonio Chacón, Manuel Torres o Juana la Macarrona. Tras el concurso, María Amaya adquirió gran fama y su nombre comenzó a aparecer en algunos carteles como, por ejemplo, el 29 de julio de 1922 apareció en el cartel de la Plaza de toros de Granada y también en una fiesta junto a grandes artistas como Conchita Moya y Antonia Zúñiga. Junto a sus hermanas partió a Madrid en octubre de 1922 donde participaron en el Teatro de la Comedia de Madrid el sainete El niño de oro. Este es uno de los momentos más importantes de su carrera profesional. En 1923 continúan por las ciudades de Valencia, Valladolid y Gijón las representaciones del sainete El niño de oro. Las hermanas Gazpacha junto con los hermanos Gijón formaron el famoso 'Cuadro Flamenco'. En el mes de abril del mismo año, la prensa asturiana publicó en uno de sus periódicos que fue el espectáculo con más éxito en aquella época en Madrid ya que gracias a estos hermanos, ya podía conocer a la perfección el cuadro típico.

### Carrera profesional
En el verano de 1927 María Amaya participó junto a sus hermanas en varios locales de Córdoba en los que se publicó la versión cinematográfica de El niño de oro. En mayo de 1928, también en Córdoba, colaboró con Pepa y Paca Amaya en un festival. Unos meses más tarde, las hermanas Gazpachas fueron encargadas de cantar y bailar para el señor Cruz Conde. Durante los años 1929 y 1930, la Gazpacha y sus hermanas se presentan en distintas ciudades como Melilla, Almería, Córdoba o Badajoz gracias a la compañía de comedias de Anita Tormo, que triunfó en toda España con 'La copla española'.

### La semana andaluza de Barcelona
En junio de 1930 las hermanas Amaya componen uno de los grupos de artistas que actúan en la Semana Andaluza que tiene lugar en la Exposición de Barcelona. Según un reportaje publicado varias décadas más tarde, la Gazpacha ganó la copa de plata (Hoja Oficial del Lunes 3/08/1953).

### Gira por España
Tras haber obtenido gran fama en Barcelona, María Amaya Fajardo fue contratada por el empresario Vedrines para llegar a cabo una gira por distintas ciudades españolas junto a artistas destacados de aquella época, como, por ejemplo, Angelillo, El Americano, El niño de las Marianas, Ramón Montoya Estampío o La tribu faraónica de Albaicín de Granada. El grupo se reúne en el mes de agosto en Madrid. Unas semanas más tarde debuta en Gijón y Oviedo. María la Gazpacha vuelve a salir de gira en las ciudades de Valencia y Palma de Mallorca durante el verano del año 1931. En abril del año 1932 actúa en la Plaza de Toros de las Ventas en Madrid, donde tiene lugar una fiesta en honor a los niños de las escuelas municipales, a la que también acude el presidente de la República. Entre los distintos grupos que actuaron, resalta el grupo compuesto por gitanos del Sacro Monte, en el que junto a Pepa Amaya, muestra sus dotes para el baile.
María Amaya murió el 3 de noviembre de 1961, tres días después de su última actuación en la zambra de Manolo Amaya.